# 賀州
賀州（がしゅう）は、中国にかつて存在した州。隋代から明初にかけて、現在の広西チワン族自治区賀州市一帯に設置された。

## 概要
589年（開皇9年）、隋が南朝陳を滅ぼすと、臨賀郡と楽梁郡が廃止されて、賀州が立てられた。606年（大業2年）、賀州は廃止され、その管轄県は桂州に編入された。
621年（武徳4年）、唐が蕭銑を滅ぼすと、隋の蒼梧郡臨賀県の地に賀州が立てられた。742年（天宝元年）、賀州は臨賀郡と改称された。758年（乾元元年）、臨賀郡は賀州の称にもどされた。賀州は嶺南道に属し、臨賀・馮乗・富川・桂嶺・封陽・蕩山の6県を管轄した。
北宋のとき、賀州は広南東路に属し、臨賀・富川・桂嶺の3県を管轄した。南宋のとき、賀州は広南西路に転属した。
元のとき、賀州は湖広等処行中書省に属し、臨賀・富川・桂嶺・懐集の4県を管轄した。
1377年（洪武10年）、明により賀州は廃止され、賀県に降格した。